# 燕郊镇
燕郊镇位于河北省三河市境内西端，是三河市下辖的一个镇，西侧由潮白河与北京市辖区通州区相隔，北部与高楼镇接壤，东侧和南侧为大厂回族自治县所辖区域。面积108.2平方千米，共有55个行政村，镇政府驻行宫村。全镇总人口超过30万人。2019年中国百强乡镇第23名。
燕郊镇和首都北京市中心的直线距离为35.5千米，是北京市行政区外距离市区最近的区域。镇内有国家级开发区燕郊高新技术产业开发区。燕郊由于其特殊的地理位置和行政区划造成其商品住宅价格远低于北京市辖区范围的价格，加之有多条接驳北京城区的公交车路线，从而成为了北京周围著名的“睡城”，大量外来人口涌入并在此定居，而他们工作地点绝大多数在北京市区。

## 历史
燕郊因春秋战国时期地处燕国城郊而得名。唐宋以来，借助潮白河（箭杆河）码头和京榆古道（北京至山海关），燕郊商贾云集，店铺林立。旧镇西建有天齐庙（东岳庙）。每年农历三月二十八日为天齐庙会，届时万人空巷，热闹非凡。清康熙初年，在镇北建造燕郊行宫，为帝后出京东巡，拜竭清东陵第一站。现镇政府驻地行宫村即为旧清行宫所在地。
民国时期，燕郊镇大部分属通县二区，小部分属三河县四区。1938年，伪通县公署编制的《通县概况一览》中，燕郊镇位于通县县城东二十里，系一土寨，四百余户居民，二千三百余人。有商号一百四十余家。四、六、九日为集市日，以杂粮牲口为大宗，特产蓆箔生皮:2。
1950年至1957年，燕郊镇属河北省三河县四区，1958年人民公社化运动后属三河县红星人民公社，1962年划为小公社后，分别为燕郊人民公社、中赵甫人民公社、马起乏人民公社。1983年经济体制改革后改称燕郊镇，同年3月，被三河县批准为首批建制镇。1992年燕郊经济技术开发区从燕郊镇析出另建。1996年撤乡（中赵甫乡、马起乏乡）并镇后辖53个行政村。2003年区（镇）一体化后辖55个行政村。

## 行政区划
燕郊镇隶属河北廊坊三河管辖，总面积105.2平方千米，下辖以下地区：
一街村、二街村、三街村、半壁店村、代刘庄村、田辛庄村、交界庄村、东蔡村、西蔡村、西城子村、兴都村、小柳店村、大柳店村、东吴村、西吴村、张营村、刘斌屯村、南杨庄村、兴民集村、苍头村、翟家庄村、盛屯村、马起乏村、卸甲庄村、大石各庄村、小石各庄村、黄辛庄村、西柳村、东柳村、梁家务村、李家务村、西辛营村、南曹庄村、西小屯村、姜庄村、发盖子村、四街村、中赵甫村、复兴庄村、小庄村、冯家府村、诸店村、小庄营村、北巷口村、南巷口村、王各庄村、小张各庄村、行宫村、西小胡庄村、北蔡村、樊村、赵辛庄村、枣林村、前赵村和后赵村。

## 交通

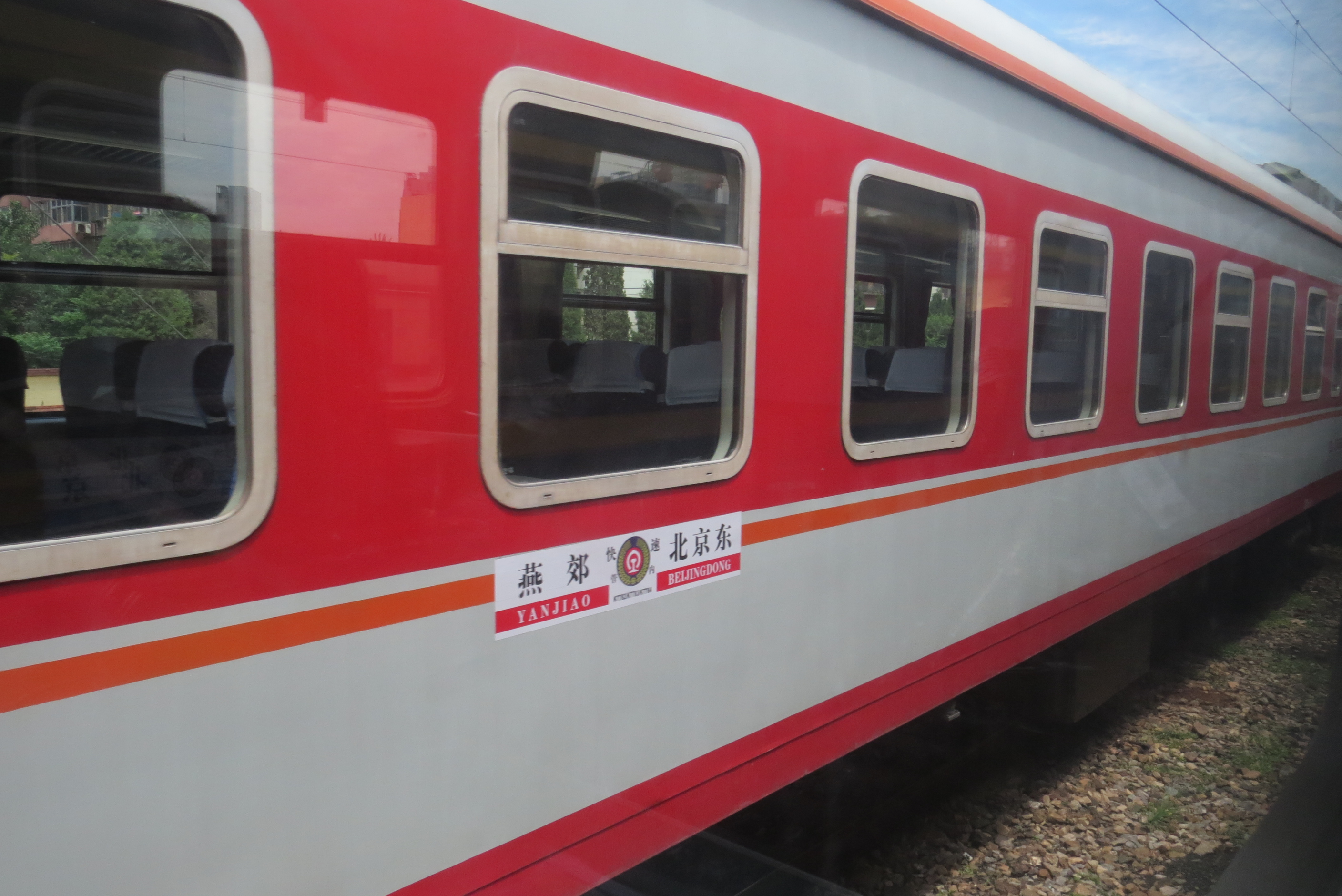
北京东-燕郊通勤快速列车

### 公路

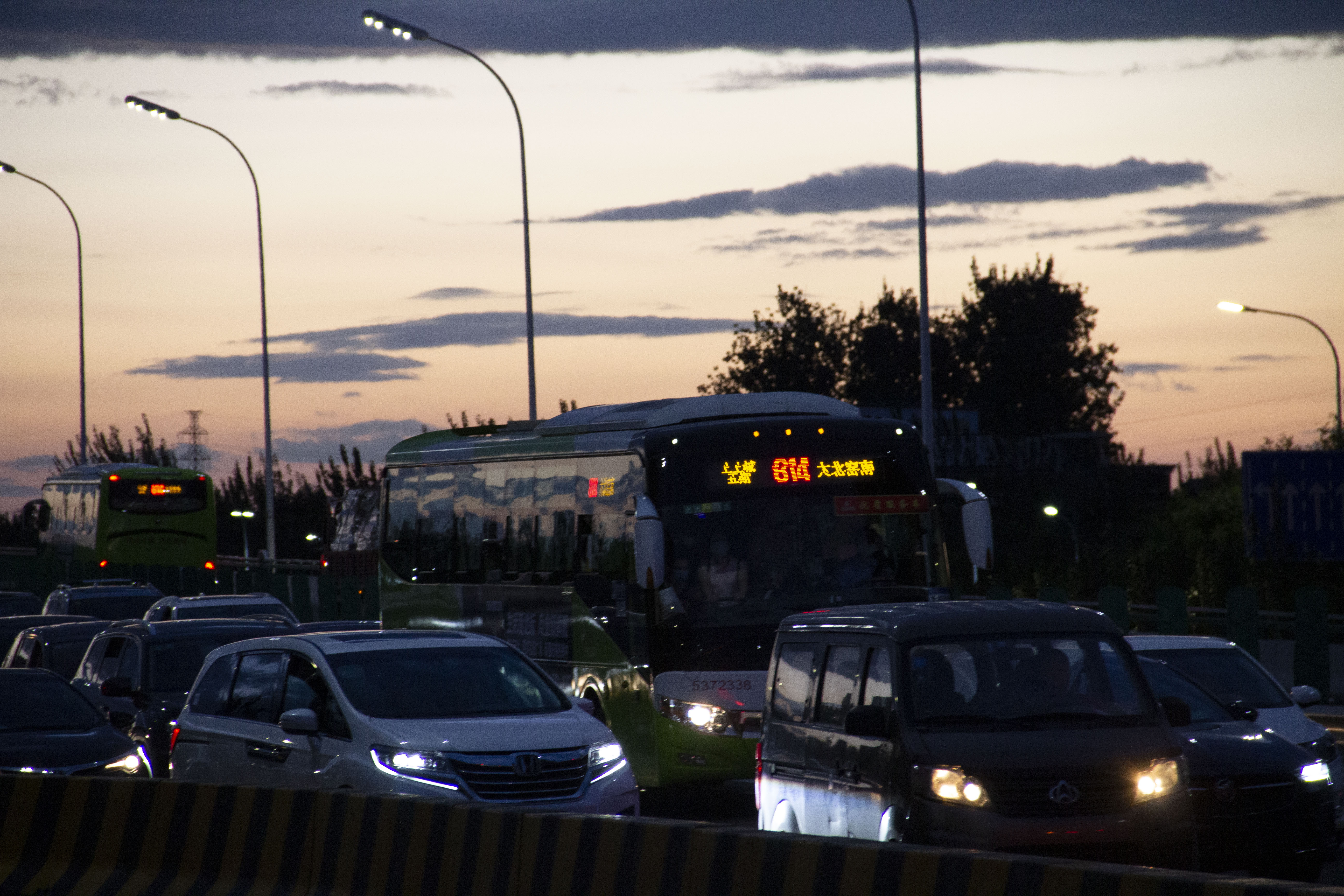
通燕高速公路上的车流，可见燕郊与国贸之间通勤的814路公共汽车。

- 102国道自西向东穿越全镇，另外还有 通燕高速公路(原京哈高速公路)直达通州城区的北关、结研所，再经过 京通快速路。如果自驾汽车且全程道路畅通的话，大约40分钟可以抵达北京市区东三环的国贸附近。燕郊亦有十余条公交线路来往北京市区。[4]
- 京秦高速

### 铁路
- 京哈铁路在该镇设有燕郊站，2015年起北京铁路局在燕郊站开行前往北京东站的通勤快速列车。
- 京唐城际铁路（北京-唐山）燕郊站
- 京滨城际铁路（北京-天津）燕郊站

### 地铁
- 北京地铁平谷线（在建）燕郊镇站、神威大街站、潮白大街站

## 医疗
- 福合第一医院

## 事故
2024年3月13日7时54分，燕郊镇有一个商户爆炸，疑似燃气爆炸。截至3月14日凌晨1时，已造成7人死亡、27人受伤。